# Lee Dae-hoon
Dans ce nom, le nom de famille, Lee, précède le nom personnel coréen.
Lee Dae-Hoon (en coréen : 이대훈), né le 5 février 1992 à Séoul, est un taekwondoïste sud-coréen.

## Biographie
Le père de Lee Dae-hoon, Lee Joo-yeol, dirigeait sa propre académie de taekwondo. Ainsi, Dae-hoon grandit en pratiquant les arts martiaux à l'académie de son père dès l'âge de cinq ans. Il a étudié à l'université Yong In.

## Palmarès

### Jeux olympiques
- Médaille de bronze des -68 kg des Jeux olympiques 2016 à Rio de Janeiro  (Brésil)
- Médaille d’argent des -58 kg des Jeux olympiques 2012 à Londres ( Grande Bretagne)

### Championnats du monde
- Médaille d'or des -63 kg du Championnat du monde 2011 à Gyeongju, (Corée du Sud)
- Médaille d'or des -63 kg du Championnat du monde 2013 à Puebla, (Mexique)
- Médaille d'or des -68 kg du championnat du monde 2017 à Muju , (Corée du Sud)
- Médaille de Bronze des -68 kg du championnat du monde 2019 à Manchester ( Angleterre )

## Championnat d'Asie
- Médaille d'or des -58 kg du Championnat d'Asie 2012 à Hô-Chi-Minh-Ville (Vietnam)
- Médaille d'or des -63 kg du Championnat d'Asie 2014 à Tachkent (Ouzbékistan)

## Grand Slam
- Médaille d'or des -68 kg du Grand Slam en 2017 à Wuxi ( Chine)
- Médaille de Bronze des -68 kg du Grand Slam en 2018 à Wuxi ( Chine )
- Médaille d'or des -68 kg du Grand Slam en 2019 à  Wuxi (Chine)

## Jeux asiatiques
- Médaille d'or des -63 kg des Jeux Asiatiques en 2010 à Guangzhou ( Chine)
- Médaille d'or des -63 kg des Jeux Asiatiques en 2014 à Incheon ( Corée Du Sud )
- Médaille d'or des -68 kg des Jeux Asiatiques en 2018 à Jakarta ( Indonésie)

## Grand Prix
- Médaille d'or des -68 kg  au Grand Prix en 2014 à Suzhou ( Chine)
- Médaille d'argent des -68 kg au Grand Prix en 2015 à Moscou ( Russie)
- Médaille de Bronze des -68 kg au Grand Prix en 2015 à Samsun ( Turquie)
- Médaille d'or des -68 kg  au Grand Prix en 2015 à Manchester ( Angleterre )
- Médaille d'or des -68 kg au Grand Prix en 2015 Mexico ( Mexique)
- Médaille d'or des -68 kg au Grand Prix en 2016 à Bakou ( Azerbaïdjan)
- Médaille d'or des -68 kg au Grand Prix en 2017 à Moscou ( Russie)
- Médaille d'or des -68 kg au Grand Prix en 2017 à Rabat ( Maroc )
- Médaille d'or des -68 kg au Grand Prix en 2017 à Abidjan ( Côte d'Ivoire)
- Médaille d'or des -68 kg au Grand Prix en 2018 à Rome ( Italie)
- Médaille d'or des -68 kg au Grand Prix en 2018 à Taoyuan ( Taïwan )
- Médaille d'or des -68 kg au Grand Prix en 2018 à Manchester ( Angleterre )
- Médaille d'or des -68 kg au Grand Prix en 2018 à Fujairah (  Émirats arabes unis)
- Médaille de bronze des -68 kg au Grand Prix en 2019 à Chiba , ( Japon)
- Médaille d'argent des -68 kg au Grand Prix en 2019 à Sofia( Bulgarie)
- Médaille d'or des -68 kg au Grand Prix en 2019 à  Moscou ( Russie)[1]